# Фотеља
Фотеља (фр. Fauteuil) је врста комфорне столице најчешће израђене од дрвета. Њено седиште и наслон обложени су меким материјалом. Може имати наслоне за руке.